# Jack Spintecătorul

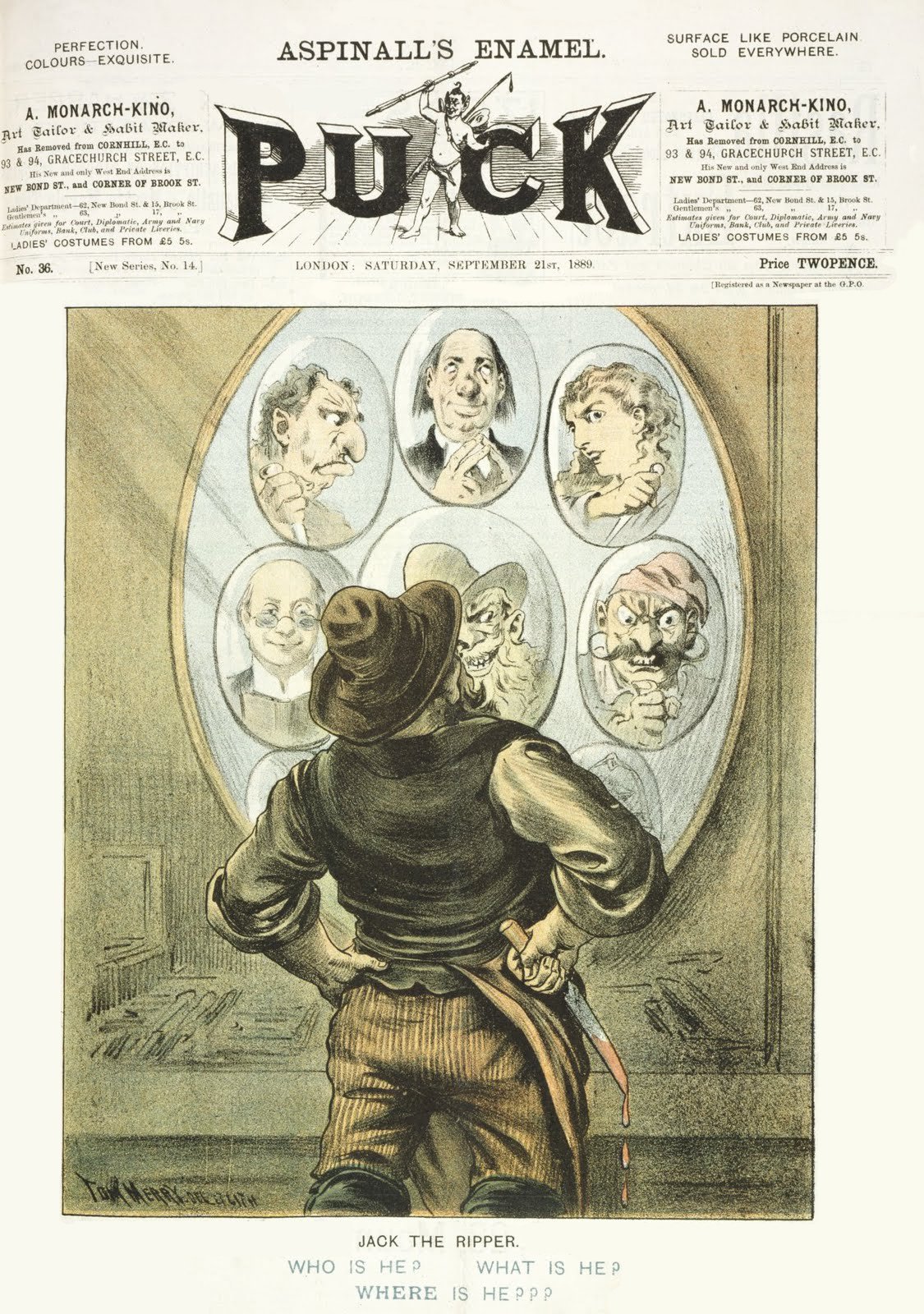
Coperta revistei Puck din 21 septembrie 1889 care conține un articol despre „Jack Spintecătorul”

„Jack Spintecătorul” este un pseudonim acordat unui criminal în serie anonim (sau criminali anonimi) activ în jurul regiunii Whitechapel și în districtele adiacente orașului Londra, Anglia, în toamna anului 1888. Numele este preluat dintr-o scrisoare trimisă Agenției Centrale de Știri din Londra de către o persoană care pretindea că este ucigașul.
Victimele erau alese din rândul femeilor care munceau ca prostituate. Crimele se petreceau fie în timpul nopții, fie dimineața devreme, în locuri publice sau semi-publice. Gâtul victimei era tăiat după ce i se mutila trupul. Teoriile susțin că victimele erau mai întâi strangulate pentru a fi reduse la tăcere, lucru ce explică lipsa sângelui de la locul crimelor. Scoaterea organelor interne din trupurile a trei victime i-a determinat pe oficiali să presupună că ucigașul avea cunoștințe de chirurgie.
Ziarele, ale căror vânzări au crescut mult în acea perioadă, au ajutat la promovarea notorietății criminalului datorată brutalității omorurilor și a ineficienței poliției, care nu a reușit să-l identifice și să-l captureze, uneori ajungând la locul crimei mai târziu cu câteva minute.
Din cauza faptului că ucigașul nu a fost identificat, legendele ce privesc aceste omoruri au circulat ca o combinație de cercetări istorice cu folclor și pseudoistorie. De-a lungul anilor, mulți autori, istorici și detectivi particulari au propus diverse teorii despre cine este ucigașul, numărul lor sau numele victimelor.

## Context
La mijlocul secolul XIX, Anglia se confrunta cu un flux rapid al imigranților, aceștia provenind în special din Irlanda. Începând cu anul 1882, refugiații evrei ce au scăpat de pogromurile din Rusia țaristă și din Europa de Est s-au adăugat suprapopulării, înrăutățind astfel și mai mult condițiile de muncă și de locuire. Londra, în special zona East-End și parohia Whitechapel, au devenit foarte aglomerate, fapt ce a avut ca efect dezvoltarea unei numeroase clase neprivilegiate economic.  Această sărăcie a populației a determinat pe multe femei să recurgă la prostituție. În octombrie 1888, Poliția Metropolitană Londoneză a estimat că existau peste 1 200 de prostituate rezidente în Whitechapel și aproximativ 62 de bordeluri. Problemele economice erau însoțite de tensiunile sociale în continuă creștere. Între 1886 și 1889, demonstrațiile oamenilor înfometați și șomeri erau un lucru obișnuit pentru autoritățile locale.
Majoritatea crimelor, dintre care multe au fost atribuite lui „Jack Spintecătorul”, au avut loc în a doua jumătate a anului 1888, deși seria asasinatelor brutale din Whitechapel a persistat cel puțin până în 1891. Numeroase crime reprezentau acte abominabile, cum ar fi mutilarea sau eviscerarea victimelor, acestea apărând foarte des în presă. Zvonurile conform cărora omuciderile aveau legătură între ele s-au intensificat în septembrie și octombrie, când o serie de scrisori prin care autorii acestora revendicau vinovăția în cazul tuturor sau doar unora din crime, au ajuns la debușeuri ale presei și la Scotland Yard. Una dintre epistole conținea un rinichi uman conservat. În mare parte datorită caracterului brutal al crimelor și promovarea acestora în presă, locuitorii din Whitechapel erau convinși că există un criminal care terorizează rezidenții regiunii, conferindu-i acestuia apelativul de „Jack Spintecătorul”, preluat din una dintre scrisorile primite de Agenția Națională de Știri. Astfel legenda lui „Jack Spintecătorul” s-a solidificat.

## Victime
Dosarele de la Poliția Metropolitană arată că investigațiile au început în 1888, până la urmă luându-se în considerare unsprezece omoruri desfășurate pe parcursul perioadei 3 aprilie 1888 - 13 februarie 1891. Acestea sunt cunoscute și sub denumirea de „Crimele din Whitechapel” în rapoartele autorităților. Cel puțin alte șapte crime sau atacuri violente au fost atribuite lui „Jack Spintecătorul” de către numeroși scriitori sau istorici. Dintre cele unsprezece omoruri investigate de poliție, cinci dintre ele au fost desemnate ca fiind opera unui singur infractor. Cele cinci victime canonice sunt:
- Mary Ann Nichols (pseudonimul său fiind „Polly”), născută pe 26 august 1845 și omorâtă vinerea, pe 31 august 1888. Avea 43 de ani când a fost ucisă. Cadavrul său a fost descoperit dimineața în jurul orei 3:40 în fața unui grajd îngrădit la intrarea în Buck's Row (acum poartă denumirea de Durward Street), o stradă lăturalnică din Whitechapel situată la o depărtare de 200 yarzi de London Hospital.
- Annie Chapman (pseudonimul său fiind „Dark Annie”) născută în septembrie 1841 și omorâtă sâmbăta, pe 8 septembrie 1888. Cadavrul său a fost descoperit dimineața în jurul orei 6:00 lângă o ușă în curtea din spatele unei case situate pe Hanbury Street, în orașul Spitalfields. Avea 47 de ani, o sănătate precară și era săracă.
- Elizabeth Stride (pseudonimul său fiind „Long Liz”), născută pe 27 noiembrie 1843 în Suedia și omorâtă duminica, pe 30 septembrie 1888. Cadavrul său a fost descoperit în apropierea orei 1:00 pe pământ în Dutfield's Yard de pe Berner Street (redenumită ulterior Henriques Street) în Whitechapel. Avea 44 de ani când a murit.
- Catherine Eddowes (utiliza pseudonimele „Kate Conway” și „Mary Ann Kelly”), născută pe 14 aprilie 1842 și omorâtă în aceeași zi ca victima anterioară, Elizabeth Stride. Avea 46 de ani când a murit. Specialiștii în ripologie se referă la aceste circumstanțe ca la „dublul eveniment”. Cadavrul a fost găsit în Mitre Square, în the City of London. Corpul său a fost mutilat și criminalul i-a scos rinichiul stâng.
- Mary Jane Kelly (s-a autointitulat „Marie Jeanette Kelly” după o excursie în Paris, era cunoscută sub pseudonimul „Ginger”), născută în 1863, având origini irlandeze. A fost omorâtă vinerea, pe 9 noiembrie 1888. Avea aproximativ 25 de ani când a fost ucisă. Cadavrul mutilat a fost găsit dimineața, după ora 10:45 în patul din singura cameră a locuinței sale,numarul 13 de pe Dorset Street, Spitalfields.[9]

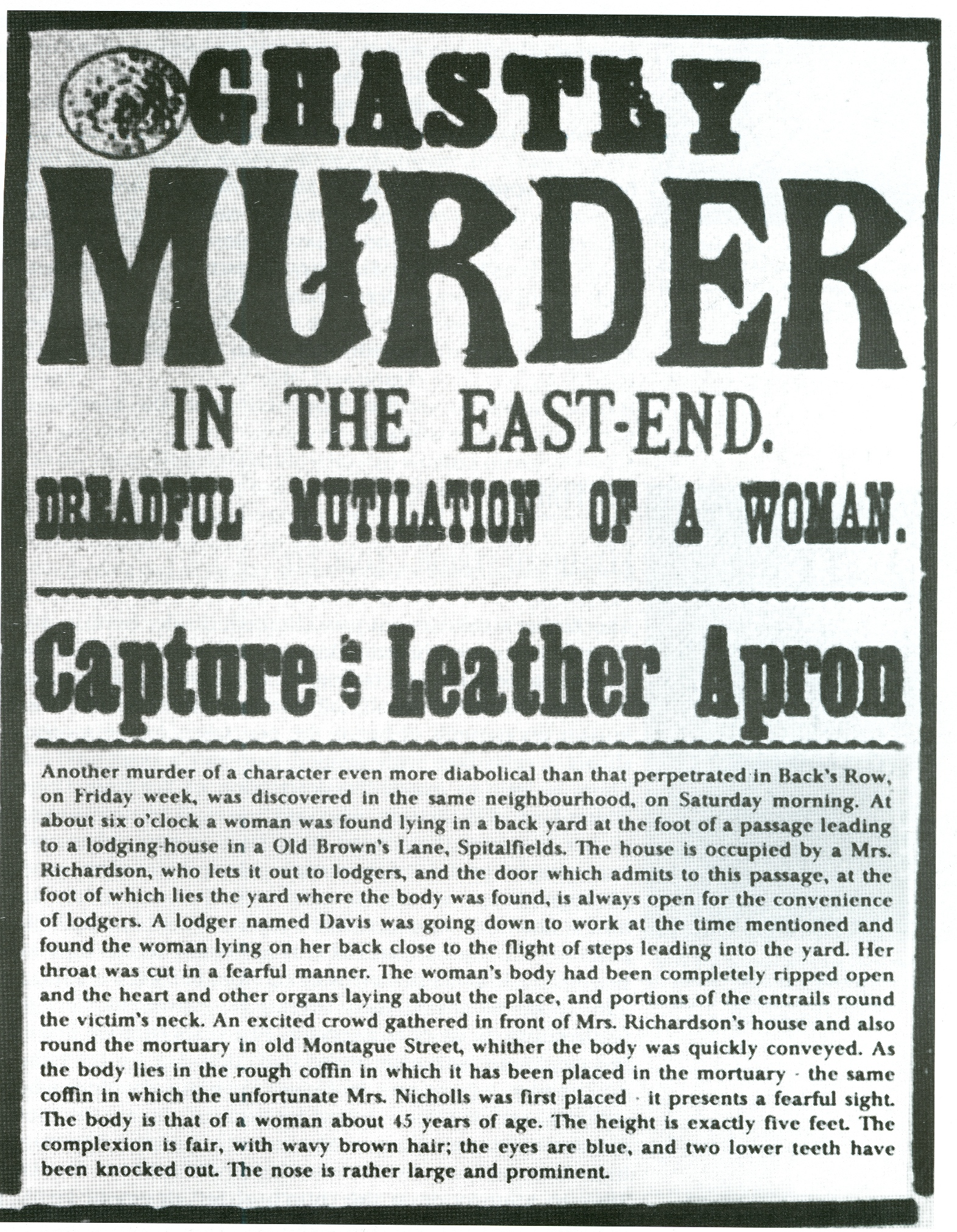
Wanted - poliția în timpul „toamnei terorii”, 1888

Din punct de vedere istoric, faptele ucigașului sunt prezentate în memorandumul apărut în 1959 al lui Sir Melville Macnaghten, șeful Departamentului de Investigare a Crimelor din cadrul Poliției Metropolitane. Macnaghten nu s-a alăturat acestei instituții decât la un an de la comiterea crimelor, iar înscrierile sale au fost contestate de alți investigatori. Inspectorul Frederick Abberline avea o opinie contrară lui Macnaghten în legătură cu victimele ucise de aceeași persoană.
Cu excepția lui Stride (al cărei atac se presupune că a fost întrerupt), mutilarea celor cinci victime canonice devenea din ce în ce mai dură pe măsură ce seria crimelor continua. Din cadavrele lui Nichols și Stride nu a fost luat niciun organ, însă uterul lui Chapman lipsea, lui Eddowes i-au fost îndepărtate uterul și unul dintre rinichi, iar fața i-a fost mutilată. În afară de inima care nu se afla la locul crimei, celelalte organe ale lui Kelly au fost găsite în camera sa.

## Investigația

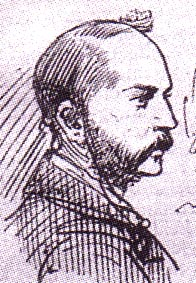
Inspectorul Frederick Abberline, 1888